# Tim Thackrey
Tim Thackrey (1 de octubre de 1979) es un deportista estadounidense que compitió en taekwondo.
Ganó una medalla de bronce en el Campeonato Mundial de Taekwondo de 2003, y dos medallas de bronce en el Campeonato Panamericano de Taekwondo en los años 2002 y 2006. En los Juegos Panamericanos de 2003 consiguió una medalla de oro.

## Palmarés internacional
| Campeonato Mundial      | Campeonato Mundial                | Campeonato Mundial | Campeonato Mundial |
| Año                     | Lugar                             | Medalla            | Categoría          |
| ----------------------- | --------------------------------- | ------------------ | ------------------ |
| 2003                    | Garmisch-Partenkirchen (Alemania) | Medalla de bronce  | –58 kg             |
| Juegos Panamericanos    |                                   |                    |                    |
| Año                     | Lugar                             | Medalla            | Categoría          |
| 2003                    | Santo Domingo (Rep. Dominicana)   | Medalla de oro     | –58 kg             |
| Campeonato Panamericano |                                   |                    |                    |
| Año                     | Lugar                             | Medalla            | Categoría          |
| 2002                    | Quito (Ecuador)                   | Medalla de bronce  | –58 kg             |
| 2006                    | Buenos Aires (Argentina)          | Medalla de bronce  | –58 kg             |